# César de Bazancourt
César Lecat de Bazancourt, född 1810, död 1865, var en fransk baron, militärhistoriker och författare.
Bazancourt har bland annat skrivit L'expédition de Crimée jusqu'á la prise de Sébastopol (2 band, 4:e upplagan, 1857), La marine française dan la Mer noire et la Baltique (1858), La campagne d'Italie de 1859 (2 band, 3:e upplagan 1860), Les expéditions de Chine et le Cochinchine (2 band, 1861–1862), Le Mexique conteomporain (1862) samt ett flertal romaner.